# Abate aéreo do Antonov An-26 da Bakhtar Afghan Airlines em 1985
O abate aéreo do An-26 da Bakhtar Afghan Airlines foi em 4 de setembro de 1985, quando um Antonov An-26 da Bakhtar Afghan Airlines (registrado no Afeganistão como YA-BAM) estava realizando um voo de Kandahar para Farah quando foi abatido por um míssil terrestre. A aeronave havia decolado do Aeroporto de Kandahar e circulado duas vezes perto do aeroporto para ganhar altura e em seguida, rumo ao Aeroporto de Farah, estava a uma altura de 3800 metros e 18,5 km a oeste de Khandahar, quando foi derrubado pelo míssil. Todos os cinco tripulantes e 47 passageiros morreram.

## Aeronave
A aeronave era um avião turboélice bimotor Antonov An-26 que havia sido construído na União Soviética. Seu primeiro voo foi em 1985, uma aeronave relativamente nova.